# Coqui-Xee
Coqui-Xee, o anche Coqui-Cilla o Pije-Tao, era la divinità zapoteca creatrice, considerato essere eterno, e increato senza principio né fine, ed era il dio delle 13 divinità zapoteche, chiamato anche dio Tredici e associato alle 13 ventine in cui era suddiviso il calendario.